# Collaria (punaise)
Genre
Collaria est un genre d'insectes hémiptères hétéroptères (punaises) de la tribu  des Stenodemini. Le genre comprend trois espèces que l'on trouve en Amérique du Nord.

## Espèces
- Collaria meilleurii Provancher, 1872
- Collaria oculata (Reuter, 1876)
- Collaria oleosa (Distant, 1883)